# Folhadela
Folhadela est une paroisse située dans la municipalité portugaise de Vila Real.
Sa superficie est de 16,05 km2 et sa population de 2 261 habitants en 2011.